# Bravado
Bravado är en låt av det kanadensiska progressiv rock-bandet Rush. Den släpptes som singel och återfinns på albumet Roll the Bones, släppt den 3 september 1991. 
"Bravado" spelades 273 gånger live. Den sista gången var den 2 augusti 2013.